# Porto Feliz
Porto Feliz is een gemeente in de Braziliaanse deelstaat São Paulo. De gemeente telt 47.964 inwoners (schatting 2009).

## Geografie

### Hydrografie
De plaats ligt aan de rivier de Tietê die ook deel uitmaakt van de gemeentegrens. De rivieren de Avecuía, Córrego Itapocu en Ribeirão Quilombo monden uit in de Tietê. De rivier de Sorocaba maakt deel uit van de gemeentegrens.

### Aangrenzende gemeenten
De gemeente grenst aan Boituva, Capivari, Elias Fausto, Iperó, Itu, Rafard, Sorocaba en Tietê.

## Verkeer en vervoer
De plaats ligt aan de wegen BR-478/SP-097 en SP-300.

## Geboren
- Igor de Camargo (1983), Belgisch voetballer